# Els Alamús
Els Alamús (em catalão e oficialmente) ou Alamús (em castelhano) é um município da Espanha na comarca de Segriá, província de Lérida, comunidade autónoma da Catalunha. Tem 20,2 km² de área e em 2021 tinha 773 habitantes (densidade: 38,3 hab./km²).

## Demografia
| Variação demográfica do município entre 1991 e 2004 [carece de fontes?] | Variação demográfica do município entre 1991 e 2004 [carece de fontes?] | Variação demográfica do município entre 1991 e 2004 [carece de fontes?] | Variação demográfica do município entre 1991 e 2004 [carece de fontes?] |
| ----------------------------------------------------------------------- | ----------------------------------------------------------------------- | ----------------------------------------------------------------------- | ----------------------------------------------------------------------- |
| 1991                                                                    | 1996                                                                    | 2001                                                                    | 2004                                                                    |
| 660                                                                     | 671                                                                     | 678                                                                     | 724                                                                     |